# 科恩冰原島峰
85°24′S 136°12′W / 85.400°S 136.200°W
科恩冰原島峰（英語：Cohen Nunatak）是南極洲的冰原島峰，位於威爾克斯地，處於貝里峰以東13公里，美國地質調查局根據測量和該國海軍的空中照片繪入地圖，現時由南極條約體系管理。